# Heinrich Caro
Heinrich Caro (Posen, Prússia, 13 de fevereiro de 1834 — Dresden, 11 de setembro de 1910) foi um químico alemão.
Ele começou seus estudos de Química na Universidade Friedrich Wilhelms. Por iniciativa de Nicolaus Druckenmüller, foi treinado em impressão de calicô na Alemanha, trabalhou com impressão de calicô em Mülheim e depois em Manchester, na Inglaterra, na empresa química Roberts, Dale. Durante esse tempo Caro melhorou a análise por alizarina. Quando voltou à Alemanha, prestou serviço militar entre 1857 e 1858. Passou pelo laboratório de Jacques Meyer, pai de Viktor Meyer, em Berlim, até que em 1858 pôde retornar a Mühlheim, onde não conseguiu dar prosseguimento a seu trabalho, e por isso voltou a trabalhar para a Roberts, Dale em Manchester.
Enquanto ficou na Inglaterra, melhorou a extração do corante orgânico Mauveine dos resíduos da síntese e desenvolveu um método do síntese para um tipo de anilina e outros corantes. Em 1861 Caro voltou à Alemanha, onde trabalhou no laboratório de Robert Bunsen até ser contratado pela Chemische Fabrik Dyckerhoff Clemm & Co, empresa química que mais tarde se tornaria a Badische Anilin und Soda Fabrik (Basf). Lá Caro foi responsável pelas pesquisas com índigo e, junto com Adolf von Baeyer, sintetizou o primeiro corante índigo, em 1878. Caro também patenteou o corante alizarina em nome da Basf. Ele foi o primeiro a isolar a acridina, e o ácido de Caro (ácido peroximonossulfúrico) tem seu nome por causa dele.